# Energomach
 (octobre 2022).
Ne doit pas être confondu avec NPO Energomach.
Energomash ou 'Belenergomash-Bzem (russe : Энергомаш) est une entreprise russe qui fabrique de l'équipement pour centrales thermiques et nucléaires et pour pipelines basée à Belgorod.

## Historique
Créée en 1939 par le gouvernement de l'URSS, elle change plusieurs fois de nom.
À l'origine usine de chaudières de Belgorod, elle devient en février 1977 l'Usine d'ingénierie électrique de Belgorod.
Le 17 février 1992, à la suite de la dislocation de l'URSS, une conférence du collectif de travail décide de transformer l'entreprise en une société par actions ouverte Belenergomash.
Sur la base des ateliers de production de pipelines de l'usine de Belenergomash, la production de pipelines du groupe de sociétés Energomash est créée en 2003. La société a acquis le Complexe de Production de l'Usine de Structures Métalliques. Energomach est officiellement créer le 1er décembre 2005.
Les six entreprises dans le domaine de l'ingénierie des vannes basé territorialement à Velikiy Novgorod, dont Energomach, décident en 2018 de fonder un centre unique pour la fourniture de service sous un seul nom commercial — Groupe NBM - qui est créé officiellement le 29 mai 2019.
Depuis 2020, l'usine de Belenergomash-BZEM Belgorod fait partie de la United Metallurgical Company (Объединенная металлургическая компания, kurz OMK, OMK JSC).
En 2022, elle dispose de deux sites de production dans cette ville.
Entre 2014 et 2018, elle entretient une équipe de football, le FK Energomach Belgorod.